# Albert Schweitzer-turneringen
Albert Schweitzer-turneringen (tyska:  Albert Schweitzer-Turnier) är en basketturnering för U18-herrlandslag som spelas i Mannheim i Baden-Württemberg i Tyskland. Turneringen, som bär sitt namn efter teologen och läkaren Albert Schweitzer, hade premiär i december 1958 och spelas vanligtvis vartannat år. Efter 1960 gjordes dock ett uppehåll fram till 1966. 1991 ställdes turneringen in på grund av Gulfkriget.

## Vinnare
| - 1958: Belgien - 1960: Belgien - 1966: Italien - 1967: Polen - 1969: Italien - 1971: Jugoslavien - 1973: USA - 1975: USA - 1977: USA - 1979: Jugoslavien | - 1981: USA - 1983: Italien - 1985: USA - 1987: USA - 1989: USA - 1993: USA - 1994: USA - 1996: USA - 1998: Spanien - 2000: Jugoslavien | - 2002: Grekland - 2004: Turkiet - 2006: Frankrike - 2008: Grekland - 2010: Australien - 2012: Spanien - 2014: Italien |

### Fotnoter
1. ↑  [”Schoenen-dunk.de Australien triumphiert verdient (tyska).”. Arkiverad från originalet den 7 april 2014. https://web.archive.org/web/20140407084631/http://www.schoenen-dunk.de/news_a39513_DBB_Australien-triumphiert-verdient.htm. Läst 5 april 2014. Schoenen-dunk.de Australien triumphiert verdient (tyska).]